# 国語ローマ字
国語ローマ字（こくごローマじ、簡体字: 国语罗马字; 繁体字: 國語羅馬字; 拼音: Guóyǔ Luómǎzì; 国語ローマ字: Gwoyeu Romatzyh）は、1928年に中華民国で制定されたラテン・アルファベットによる中国語の発音記号である。現在は公式には使われていない。中国語では「国羅」、英語では「GR」と略されることもある。記号や数字を使わずに声調を表すことのできる点に特徴がある。

## 歴史
中華民国では標準語である「国語」や国語の標準音である「国音」の普及につとめていたが、1918年に公布された国音の発音記号は「国音字母」（のちに「注音符号」と名前を変える）という独特の文字であった。しかし銭玄同から国音字母に加えてローマ字つづりも加えよという提案がなされた。それ以降、銭玄同・趙元任・劉復・黎錦熙・汪怡らによって国語ローマ字が作られた。国民革命後の1928年には国語ローマ字が「国音字母第二式」として正式に認められた。国音字母が1930年に「注音符号」と名を改めたため、国語ローマ字も「注音符号第二式」と呼ばれるようになった。『国音常用字彙』(1932年)や『国語辞典』(1945年)には、注音符号（第一式）と並んで国語ローマ字も記された。
声調の違いをつづりの上で表す案は林語堂によるものだという。
中華人民共和国では漢語拼音方案（拼音）を正式なローマ字つづりと定めたため、国語ローマ字は使われていない。
台湾では、国語ローマ字は形式的には注音符号第二式として残っていたが、実際にはあまり使われていなかった。1986年には国語ローマ字の声調によるつづり分けを除き（拼音と同じ方式に変更）、韻の書き方を少し変えた方式を「注音符号第二式」として制定した。これによって国語ローマ字は正式に廃止された。注音符号第二式もあまり普及せず、2002年には通用拼音に置き換えられ、さらに2008年には中華人民共和国と同じ拼音を使うようになった。

## 現状
現在は国語ローマ字は基本的に使われていないが、いくつかの固有名詞のつづりに国語ローマ字の影響を見ることができる。例えば陝西を山西と区別するために Shaanxi と綴るが、この shaan の部分は国語ローマ字のつづりである。
趙元任の教科書『Mandarin Primer』(1948年)および文法書『A Grammar of Spoken Chinese』(1968年)が国語ローマ字で書いてあるため、これらを使って中国語を学習した人々には国語ローマ字は親しいものとなっている。

## 表記
国語ローマ字は、ラテン・アルファベットのみを用い(v x の2字を除く)、アクセント記号の類は用いない。
以下は Chao (1948) pp.19-32 による。

### 声母（音節頭子音）
| 国語ローマ字 | b | p  | m | f | d | t  | n | l | g | k  | h | j  | ch  | sh | j  | ch  | sh | r | tz | ts  | s |
| 拼音         | b | p  | m | f | d | t  | n | l | g | k  | h | j  | q   | x  | zh | ch  | sh | r | z  | c   | s |
| IPA          | b̥ | pʰ | m | f | d̥ | tʰ | n | l | ɡ̊ | kʰ | x | d̥ʑ̥ | tɕʰ | ɕ  | d̥ʐ̥ | tʂʰ | ʂ  | ʐ | ʣ̥  | tsʰ | s |

- j, ch, sh の三つは後ろに i (声調によるつづりの変化前の形で)が続いたときに拼音の j q x を、それ以外のときには拼音の zh ch sh を表す。

### 韻母

#### 介母のないもの
| 国語ローマ字 | y    | a | o | e | ai | ei | au | ou | an | en | ang | eng | ong | el |
| 拼音         | (i)  | a | o | e | ai | ei | ao | ou | an | en | ang | eng | ong | er |
| IPA          | ʐ̩, z̩ | a | o | ɤ | aɪ | eɪ | ɑʊ | oʊ | an | ən | ɑŋ  | ɤŋ  | ʊŋ  | ɚ  |

- y は拼音でいう zhi chi shi ri zi ci si の i に相当する。

#### 介母 /i/ のあるもの
| 国語ローマ字 | i | ia | ie | iai | iau | iou | ian | in | iang | ing | iong |
| 拼音         | i | ia | ie | -   | iao | iu  | ian | in | iang | ing | iong |
| IPA          | i | ia | iɛ | iaɪ | iɑʊ | ioʊ | iɛn | in | iɑŋ  | iŋ  | iʊŋ  |

#### 介母 /u/ のあるもの
| 国語ローマ字 | u | ua | uo | uai | uei | uan | uen | uang | ueng |
| 拼音         | u | ua | uo | uai | ui  | uan | un  | uang | ueng |
| IPA          | u | ua | uo | uaɪ | ueɪ | uan | uən | uɑŋ  | uɤŋ  |

#### 介母 /y/ のあるもの
| 国語ローマ字 | iu | iue | iuan | iun |
| 拼音         | ü  | üe  | üan  | ün  |
| IPA          | y  | yɛ  | yɛn  | yn  |

#### r化
r化は、-l をつけることによって表す。
例: ge'l (gēr 歌児) gel (gēnr 根児) tial (tiānr 天児) miengl (míngr 明児)

### 声調
国語ローマ字の大きな特徴は声調をつづりの中に組み込んであることである。
- 第一声: 何も変更しない。
- 第二声: 介母 i u があるときは、それを y w に変える。単独の i u は yi wu に変える。介母がないときは母音のあとに r を加える。

例: bye (bié 別), shyue (xué 学), hwei (huí 回), berng (béng 甭)
- 第三声: 母音が i u を含む複数文字からなるときは、それを e o に変える。ないときは母音字を重ねる。ただし、ei/ie・ou/uo の場合は区別がつかなくならないように母音を重ねる。なお、声母がゼロのときは、つづりを変える前に i で始まっていた場合は y を、u で始まっていた場合は w を追加する。ただし ie/uo は yiee/wuoo ではなく yee/woo になる。

例: yeu (yǔ 語), jeou (jiǔ 九), goei (guǐ 鬼), ae (ǎi 矮), chao (chǎo 炒), jiing (jǐng 井), geei (gěi 給), suoo (suǒ 鎖)
- 第四声: 韻尾 i u n ng l があるときは、それを y w nn nq ll に変える。韻尾がないときは最後に h を加える。なお、声母がゼロのときは、音節の最初の i/u を y/w に変える。ただし母音字がひとつしかない場合は、 i/u を yi/wu に変える。

例: geh (gè 箇), ay (ài 愛), baw (bào 報), ann (àn 岸), shanq (shàng 上)
- 軽声: 前に . をつける。

例: kann.chu.lai (kànchulai 看出来)
ただし、例外として声母が l m n r で始まっているときは、つづりを変えないと第二声になる。第一声は声母の後ろに h を加えることで表す。

### 分かち書き
基本的に単語は続け書きにする。紛らわしい場合は mian'ao (綿襖) のようにアポストロフィを使用して音節を区切る。

### 特殊なつづり
いくつかの特例がある。
- 「羅馬」という言葉は Roma と綴る。
- 「一」と「不」は常に i, bu と綴る[3]。